# Bejza
Bejza – miasto w Iranie, w ostanie Fars. W 2006 roku miasto liczyło 3593 mieszkańców.